# Gunicorn
Gunicorn, pour « Green Unicorn » (Licorne Verte), est un serveur web HTTP WSGI écrit en Python et disponible pour Unix. Son modèle d'exécution est basé sur des sous-processus créés à l'avance, adapté du projet Ruby Unicorn. Le serveur Gunicorn est compatible avec un grand nombre de frameworks web, repose sur une implémentation simple, légère en ressources et relativement rapide.

## Fonctionnalités
- Support natif de WSGI, web2py, Django et Paster
- Gestion automatique des sous-processus
- Configuration simple en Python
- Configuration de multiples sous-processus
- Divers points d'entrée disponibles pour étendre le serveur
- Compatible avec Python 2.6+ et 3.1+ [3]